# Gedränge (Rugby)

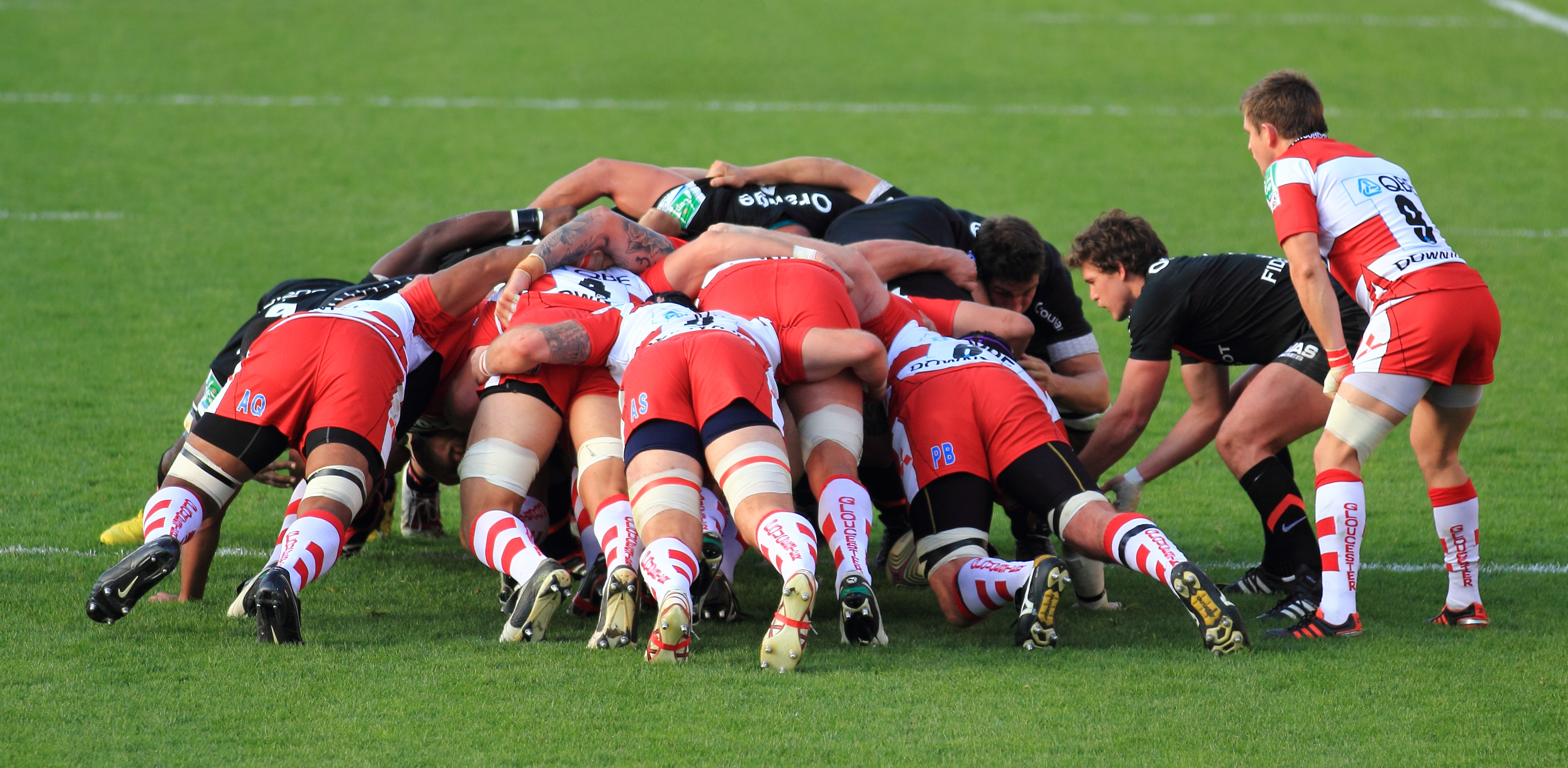
Einwurf des Balls durch Luke Burgess in ein Gedränge.

Das  Angeordnete Gedränge (englisch scrum) ist in verschiedenen Varianten des Rugbysports die Standardsituation, um das Spiel nach kleineren Regelverstößen, einem unerlaubten Vorwärtsspielen des Balles oder nach einem Aus (nur im Rugby League) neuzustarten. Einwurf erhält die Mannschaft, die den Regelverstoß nicht begangen hat.
Größere Bedeutung und Häufigkeit hat das angeordnete Gedränge jedoch im Rugby-Union-Sport.
Hier existiert auch der Begriff des Offenen Gedränges (englisch ruck), das Teil des offenen Spiels ist. Das Gedränge ist ebenso typisch für diese Sportart wie die Gasse.

## Angeordnetes Gedränge im Rugby Union

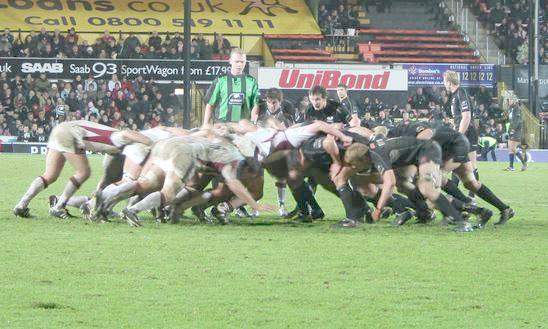
Gedränge im 15er Rugby Union

Ein angeordnetes Gedränge im Rugby Union besteht aus 16 Spielern beider Mannschaften (üblicherweise den Stürmern), die sich in je drei Reihen gegenüber aufstellen und binden. In der ersten Reihe stehen auf den Außenrängen die zwei Pfeiler, welche den mittleren Spieler, den Hakler zwischen sich halten. Von hinten klemmen sich in der zweiten Reihe beide Zweite-Reihe-Stürmer ein und verleihen dem Gedränge zusätzlich Schub. In der letzten Reihe stehen drei Spieler, die beiden äußeren Flügelstürmer und die sogenannte Nummer Acht. Auf Anordnung des Schiedsrichters binden sich dann die beiden ersten Reihen. Der Kopf der Pfeiler und des Haklers befindet sich dabei immer links vom Kopf des direkten Gegenspielers. Alle Spieler drücken nun, wieder erst auf Anordnung des Schiedsrichters, nach vorne, um ihrem Hakler zu ermöglichen, den vom Gedrängehalb seitlich eingeworfenen Ball mit den Füßen nach hinten zu schieben. Hier wird der Ball dann wieder aufgenommen und ein Angriff eingeleitet.
Das Gesamtgewicht der acht Gedrängespieler in Weltklassemannschaften ist mindestens 800 kg, oft mehr als 1000 kg die im Gedränge erzeugte Kraft beträgt bis 16.000 Newton.

## Angeordnetes Gedränge im 7er-Rugby

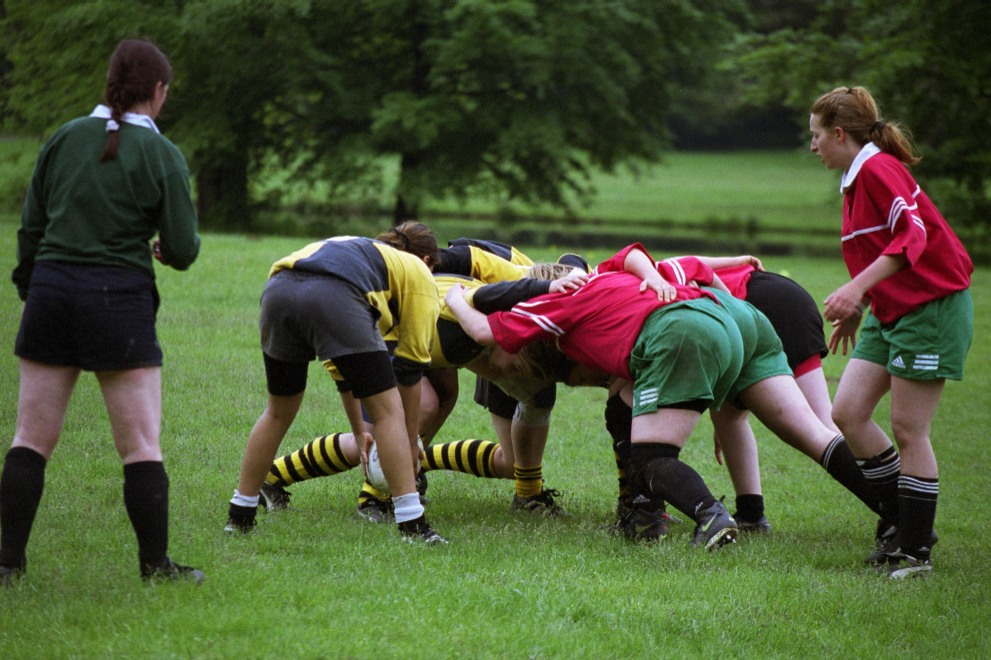
Gedränge im 7er Frauen-Rugby

Im 7er-Rugby besteht das Gedränge aus nur insgesamt sechs Personen, zwei Pfeiler auf jeder Seite und jeweils dem Hakler in der Mitte. Ansonsten gelten die Regeln wie im 15er Rugby Union.

## Angeordnetes Gedränge im Rugby League
Das angeordnete Gedränge im Rugby League besteht aus 12 Spielern und ist quasi so aufgebaut wie ein Rugby-Union-Gedränge, jedoch ohne die Flügelstürmer. Der Gedrängehalb wirft den Ball durch die Beine des linken Pfeilers direkt zum eigenen Dritte-Reihe-Stürmer (loose forward) am Ende des Gedränges. Von dort wird das Spiel per Pass oder Lauf fortgesetzt.
Der Ballbesitz wird so gut wie nie umkämpft, nur sehr selten gewinnt die nicht einwerfende Mannschaft den Ball.
Da das Drücken aus Sicherheitsgründen nicht mehr erlaubt ist, besteht die Hauptaufgabe des Gedränges darin, die Stürmer für den folgenden Spielzug aus dem Spiel zu nehmen und so mehr Platz für die Hintermannschaft zu schaffen. Dadurch ist das Gedränge im Rugby League einfacher und weniger zeitaufwändig.

## Offenes Gedränge
Im offenen Gedränge wird im Rugby-Union-Sport und seinen Varianten (zum Beispiel 7er-Rugby) um den Ball gekämpft, wenn der Ballträger durch ein Tackling zu Boden gebracht wurde. Der getackelte Spieler muss den Ball loslassen und über ihm binden sich mindestens zwei Spieler (je einer pro Mannschaft) und versuchen den Gegner vom Ball wegzudrücken. Zu unterscheiden ist das offene Gedränge vom Paket (englisch maul), bei dem der Ball von einem Spieler in der Hand getragen wird und somit durch Vorschieben des Pakets teilweise erheblicher Raumgewinn erzielt werden kann. Beim offenen Gedränge ist es den Spielern nur erlaubt, den Ball mit den Füßen zu spielen. Abgesehen davon, dass der am Boden liegende Spieler mit den Händen unterstützen kann und der Gedrängehalb mit den Händen nach dem Ball graben darf (das heißt den Ball aus dem Gedränge herausnehmen darf).